# Soós Attila (rendező)
Soós Attila (1979. június 19. –) magyar színházrendező, koreográfus.

## Életpályája
1979-ben született. A Bródy Imre Gimnáziumban érettségizett. 2009-2014 között a Színház- és Filmművészeti Egyetem színházrendező szakán tanult, Horváth Csaba és Lukáts Andor osztályában. 2013-ban megalapította a Trojka Színházi Társulást, melynek azóta vezetője.